# Намибия на летних Олимпийских играх 2016
Намибия на летних Олимпийских играх 2016 года будет представлена как минимум в четырёх видах спорта.

## Состав сборной
Бокс
1. Матиас Амуньела
2. Джонас Джуниас

Велоспорт
 Шоссейный велоспорт
1. Дэн Крейвен
2. Вера Адриан

 Маунтинбайк
1. Мишель Форстер

 Лёгкая атлетика
1. Минхардт Каваниви
2. Алина Армас
3. Хелалиа Йоханнес
4. Беата Наигамбо

 Стрельба
1. Габи Аренс

## Результаты соревнований

### Бокс
Квоты, завоёванные спортсменами являются именными. Если от одной страны путёвки на Игры завоюют два и более спортсмена, то право выбора боксёра предоставляется национальному Олимпийскому комитету. Соревнования по боксу проходят по системе плей-офф. Для победы в олимпийском турнире боксёру необходимо одержать либо четыре, либо пять побед в зависимости от жеребьёвки соревнований. Оба спортсмена, проигравшие в полуфинальных поединках, становятся обладателями бронзовых наград.
Мужчины
| Категория | Спортсмены      | Первый раунд         | Второй раунд            | Четвертьфинал        | Полуфинал            | Финал                | Место                |
| Категория | Спортсмены      | Соперник Результат   | Соперник Результат      | Соперник Результат   | Соперник Результат   | Соперник Результат   | Место                |
| --------- | --------------- | -------------------- | ----------------------- | -------------------- | -------------------- | -------------------- | -------------------- |
| до 49 кг  | Матиас Амуньела | AZEР. Гусейнов В 3:0 | KAZБ. Жакыпов (6) П 0:3 | завершил выступление | завершил выступление | завершил выступление | завершил выступление |
| до 64 кг  | Джонас Джуниас  | FRAХ. Амзиль П 0:3   | завершил выступление    | завершил выступление | завершил выступление | завершил выступление | завершил выступление |

### Велоспорт

#### Шоссейный велоспорт
Мужчины
| Соревнование     | Спортсмены  | Время      | Место | Отставание |
| ---------------- | ----------- | ---------- | ----- | ---------- |
| групповая гонка  | Дэн Крейвен | DNF        | DNF   | DNF        |
| раздельная гонка | Дэн Крейвен | 1:27:47,93 | 35    | +15:32,51  |

Женщины
| Соревнование    | Спортсмены  | Время | Место | Отставание |
| --------------- | ----------- | ----- | ----- | ---------- |
| групповая гонка | Вера Адриан | DNF   | DNF   | DNF        |

#### Маунтинбайк
Женщины
| Соревнование | Спортсмены     | Время | Место | Отставание |
| ------------ | -------------- | ----- | ----- | ---------- |
| кросс-кантри | Мишель Форстер |       |       |            |

### Лёгкая атлетика
Мужчины
Шоссейные дисциплины
| Дисциплина | Спортсмен         | Время | Место | Отставание |
| ---------- | ----------------- | ----- | ----- | ---------- |
| марафон    | Минхардт Каваниви |       |       |            |

Женщины
Шоссейные дисциплины
| Дисциплина | Спортсмен        | Время | Место | Отставание |
| ---------- | ---------------- | ----- | ----- | ---------- |
| марафон    | Алина Армас      |       |       |            |
| марафон    | Хелалиа Йоханнес |       |       |            |
| марафон    | Беата Наигамбо   |       |       |            |

### Стрельба
В январе 2013 года Международная федерация спортивной стрельбы приняла новые правила проведения соревнований на 2013—2016 года, которые, в частности, изменили порядок проведения финалов. Во многих дисциплинах спортсмены, прошедшие в финал, теперь начинают решающий раунд без очков, набранных в квалификации, а финал проходит по системе с выбыванием. Также в финалах после каждого раунда стрельбы из дальнейшей борьбы выбывает спортсмен с наименьшим количеством баллов. В скоростном пистолете решающие поединки проходят по системе попал-промах. В стендовой стрельбе добавился полуфинальный раунд, где определяются по два участника финального матча и поединка за третье место.
Женщины
| Соревнование | Спортсмены | Квалификация | Квалификация | Полуфинал             | Полуфинал             | Финал                 | Финал                 |
| Соревнование | Спортсмены | Результат    | Место        | Результат             | Место                 | Соперник/ Результат   | Место                 |
| ------------ | ---------- | ------------ | ------------ | --------------------- | --------------------- | --------------------- | --------------------- |
| трап         | Габи Аренс | 66           | 9            | Завершила выступление | Завершила выступление | Завершила выступление | Завершила выступление |